# 게리 맥도널드
게리 맥도널드(Garry George McDonald, 1948년 10월 30일 ~ )는 오스트레일리아의 배우, 영화배우, 텔레비전 배우이다.

## 영화
- 베니스 (2012년) - 아서 역
- 더 킹 (2007년)
- 마티의 생일파티 (2005년)
- 잔잔한 호수 위의 파문 (2003년)
- 포세이돈 (2002년)
- 토끼 울타리 (2002년)
- 코드 레드 - 루비콘 컨스피러시 (2001년)
- 물랑 루즈 (2001년) - 의사 역
- 버추얼 나이트메어 (2000년)
- 탈리스만의 저주 (2000년)
- 미스터 엑시던트 (2000년)
- 울트라 스파이 맥스 (2000년)
- 잃어버린 세계 (1999년)
- 지킬 박사와 하이드씨 (1999년)
- 베스파 (1999년)
- 올 세인츠 (1998년)
- 위험 지대 (1994년)
- 타임 트랙스 (1993년)
- 천국의 장원 (1990년)
- 사랑의 배티 (1986년)
- 윌스 앤 버크 (1985년)
- 3인의 무법자 (1985년)
- 해적 (1982년)
- 스톤의 추적 (1974년)